# Katedrála Nanebevzetí Panny Marie (Monreale)
Katedrála Nanebevzetí Panny Marie v Monreale (zvaná také Santa Maria Nuova, nebo Duomo di Monreale) je jednou z největších dochovaných památek normanské architektury na světě. Její stavba začala v roce 1174 a v roce 1182 byla zasvěcena Nanebevzetí Panny Marie. Bulou papeže Lucia III. byla povýšena na metropolitní katedrálu. Katedrála je italskou národní památkou a jedním z nejdůležitějších turistických cílů Sicílie.
Arcibiskupský palác i budovy kláštera na jižní straně byly vysoké a mohutné a byly obklopeny masivními zdmi s dvanácti věžemi. Ty byly většinou přestavěny. Dochovaly se pouze trosky některých věží, větší část klášterní koleje, refektář a křížová chodba pocházející přibližně z roku 1200.
Křížová chodba je velmi dobře dochovaná a je dnes jednou z nejkrásnějších italských staveb tohoto druhu, jak co do velikosti, tak i dokonalosti detailů. Má plochu cca 2200 m². Lomené oblouky jsou ozdobeny geometrickými vzory a podepřeny vždy dvojicí sloupů z bílého mramoru, kterých je celkem 216. Jsou střídavě prosté a dekorované zlatými a barevnými pruhy ze skla uspořádanými do spirály nebo vertikálně po celé délce sloupu. Do mramorových hlavic sloupů jsou vytesány reliéfy znázorňující biblické scény, alegorie a rostlinné motivy. Žádné dvě hlavice nejsou stejné. V jednom rohu čtvercového nádvoří (rajského dvora) je umístěna mramorová fontána, zřejmě práce muslimských sochařů.
Architektonické rozvržení chrámu je směsí byzantského a římského stylu. Hlavní loď je typická italská bazilika, zatímco rozlehlý chór, složený ze tří apsid je obdobný tříapsidovým chórům, které se často vyskytují v Sýrii a dalších orientálních zemích. Celek působí jakoby byl složen ze dvou různých kostelů.

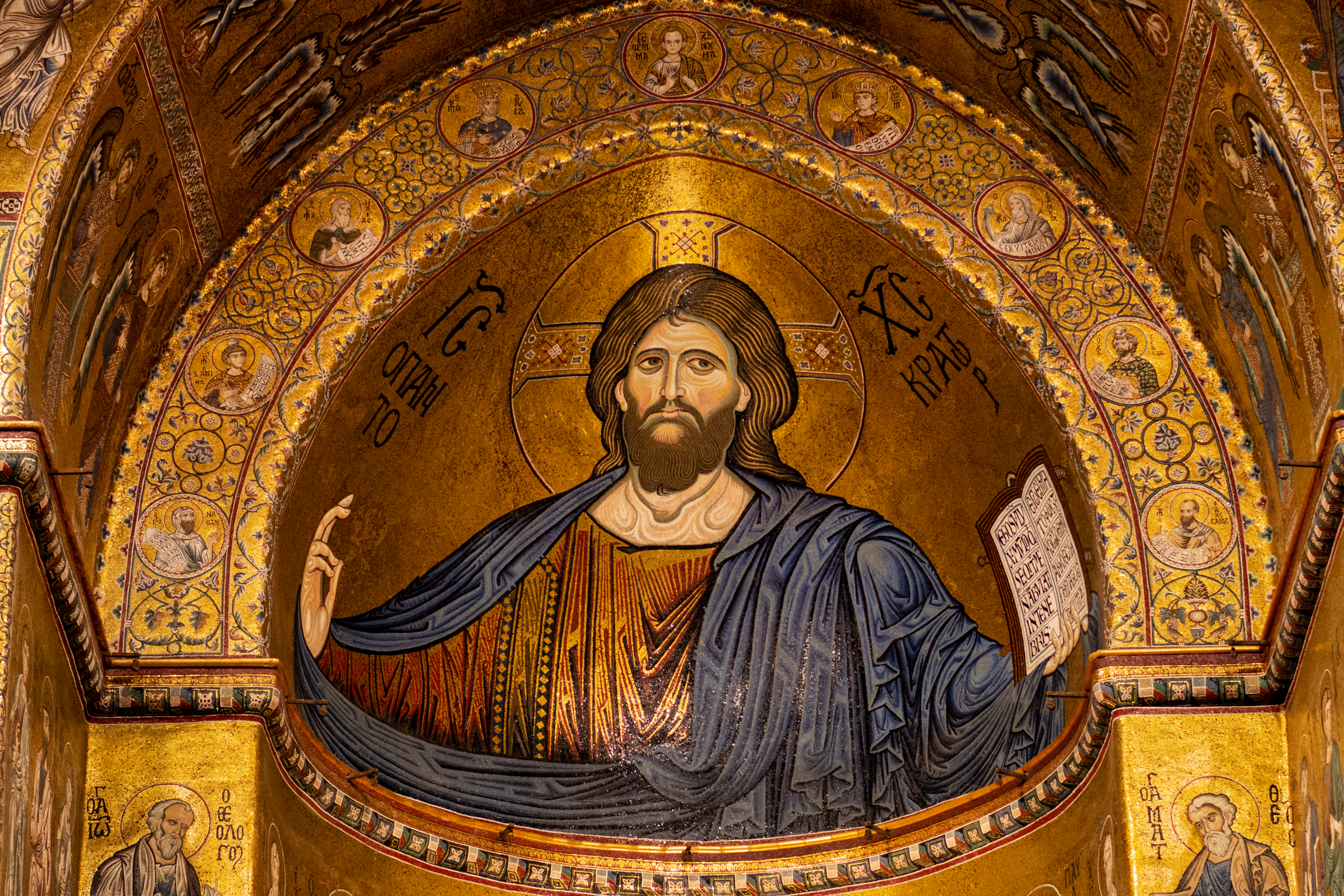
Apsida katedrály s mozaikou Krista Pantokratora

## Hlavní loď
Hlavní loď baziliky je široká s úzkými bočními loděmi. Monolitické sloupy jsou ze šedého orientálního granitu, s výjimkou jediného, který je z mramoru. Na každé straně podepírají osm oblouků. Hlavice sloupů jsou převážně korintského typu. Není zde žádné triforium, ale široká dvoudílná okna zdobená jemnou kružbou, která zajišťují dostatek světla.
Druhá polovina, východní v obojím slova smyslu, je širší i vyšší než hlavní loď. Je rovněž rozdělena na centrální část se dvěma chodbami, které končí na východní straně apsidou.
Stropy jsou z nezakrytého dřeva, konstrukčně ploché, ale bohatě barevně dekorované, nyní většinou restaurované. Na západní straně lodi vystupují dvě věže s průchodem mezi nimi. Velké otevřené atrium, které na této straně kdysi bylo, bylo zcela odstraněno a je nahrazeno renesančním portikem vytvořeným Giovanni Domenicem a Fazio Gagninim v letech 1547 až 1569.
Tím, co činí tento chrám tak nádherným, je především 6,500 m² skleněných mozaik pokrývajících celý jeho interiér. S výjimkou spodní části stěn, které jsou obloženy mramorovými deskami oddělenými mozaikovými pásy, jsou celé stěny, včetně vnitřních i vnějších částí oblouků, pokryty mozaikovými obrazy v jasných barvách na zlatém podkladu. Obrazy jsou uspořádány do řad a odděleny horizontálními a vertikálními pásy. V chóru je až pět těchto řad nad sebou.

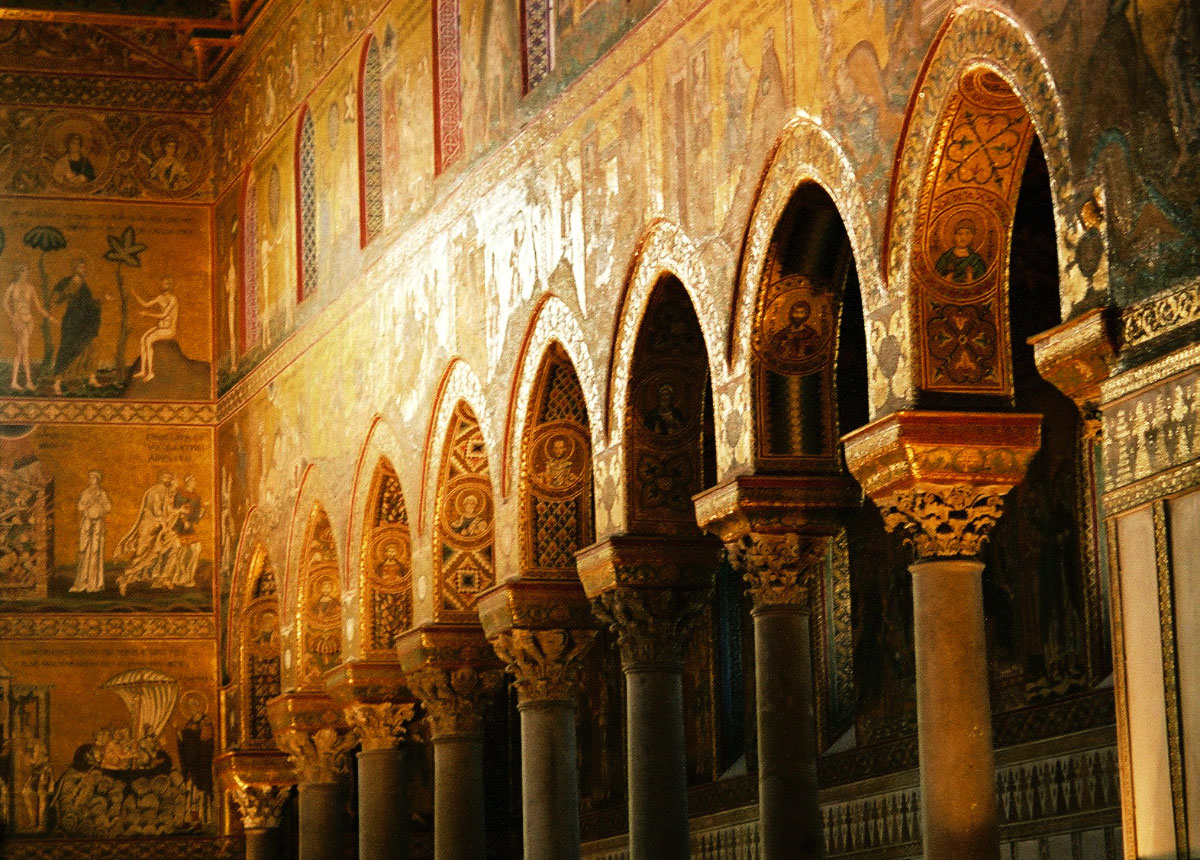
Mozaiky katedrály

V centrální apsidě je obrovská postava Krista se sedící Madonou s dítětem ve spodní části. V dalších apsidách jsou postavy apoštolů sv. Petra a Pavla. Popisky u obrazů jsou většinou latinské, některé jsou však psány řecky. Další obrazy v lodi začínají scénami z knihy Genesis a postavami proroků, kteří předpovídali příchod Ježíše Krista. Ve spodní řadě a v chóru jsou náměty z Nového zákona zobrazující zejména Kristovy zázraky a postavy apoštolů, evangelistů a dalších svatých. Kompozice, provedení i výběr témat se zdá být byzantského původu. Náměty jsou zřejmě vybrány z Menologia, bohoslužebné knihy ortodoxní církve sestavené za vlády císaře Basila II. v 10. století
V centrální apsidě, za vysokým oltářem, je mramorový trůn určený pro arcibiskupa. Toto umístění trůnu je pozůstatkem uspořádání v raně křesťanských bazilikách, kdy apsida i oltář byly situovány na západní stranu chrámu. V tomto případě stojí kněz za oltářem a dívá se východním směrem k lidu. Na severní straně vedle oltáře je podobný trůn určený pro krále. Dlažba v chóru je vytvořena kombinací mramoru a žuly, která v hlavních rysech vykazuje známky arabského vlivu. Mozaiková dlažba lodi pochází ze 16. století. Bronzové dveře v mozaikami zdobeném portálu na levé straně chrámu byly vytvořeny Barisanim v roce 1179.
Hrob Viléma I., zakladatelova otce, nádherný žulový sarkofág, stejně jako hrobka zakladatele Viléma II., byly zničeny při požáru v roce 1811. Kromě toho byly poškozeny některé mozaiky a zničeno obložení chóru z ořechového dřeva, varhany a většina střechy nad chórem. Hrobky byl rekonstruovány a celá poškozená část interiéru restaurována několik málo let po požáru. V severní části chóru jsou hrobky Markéty Navarrské, manželky Viléma I. a jejích dvou synů, společně s ostatky sv. Ludvíka, který zemřel v roce 1270.
V 17. a 18. století byly k chrámu připojeny dvě barokní kaple, které uzavírají zbytek chrámu.